# Electrocuting an Elephant

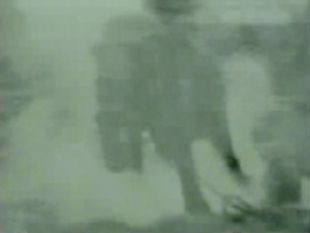
Scène du film Electrocuting an Elephant

Pour plus de détails, voir Fiche technique et Distribution.
Electrocuting an Elephant (Électrocuter un Éléphant) est un court-métrage américain muet de Thomas Edison, sorti en 1903, durant 74 secondes.

## Description
Ce film représente l'exécution par électrocution de l'éléphante Topsy, organisée par les propriétaires de Luna Park sur l'île Conney et filmé par le Manufacturing Company Edison.
Topsy était une éléphante du Forepaugh Cirque, vendue au Luna Park de Coney Island, qui était considérée comme dangereuse après avoir tué trois hommes. La Société américaine pour la prévention de la cruauté envers les animaux ayant protesté contre sa pendaison, Edison proposa de l'électrocuter par courant alternatif, méthode utilisée depuis 1890 pour la peine de la chaise électrique appliquée aux humains.
Pour rendre l'exécution plus efficace, on fit manger à Topsy des carottes mélangées à 460 grains de cyanure de potassium avant qu'une tension de 6 600 V fût envoyée à travers son corps.
Edison filme l'exécution, qui ne dure que quelques secondes, et sort le film une année plus tard sous le titre Electrocuting an Elephant. Environ 1 500 personnes assistèrent à l'événement, et le film fut vu dans l'ensemble des États-Unis.

## Usages dans d'autres films et documentaires
Certaines portions du film apparaissent dans d'autres films et documentaires :
- Des images du film ont été utilisées dans le film Mr. Mike's Mondo Video sorti en 1979.
- Des images du film ont été utilisées par Nine Inch Nails dans leur clip Closure sorti en 1997.
- Une partie du film a été utilisée dans un documentaire sur les films d'horreur, Kingdom of Shadows, sorti en 1998.
- Une partie du film a été utilisée dans un documentaire sur Fred A. Leuchter, sorti en 1999.
- Des images du film ont été utilisées dans le film Hamlet sorti en 2000.
- Une partie du film a été utilisée dans le film Land of the Blind sorti en 2006.
- Une partie du film a été utilisée dans le jeu Assassin's Creed II sorti en 2009
- Une partie du film a été utilisée dans la série Netflix How to Sell Drugs Online (Fast) S1Ep3, sortie en 2019